# Ácido benzenossulfônico
O Ácido benzenossulfônico, de fórmula C6H5SO3H é um composto de organossulforados, sendo o mais simples ácido sulfônico aromático. Ele forma cristais incolores deliquescentes ou uma espécie de folha sólida, branca e cerosa solúvel em água e etanol. É frequentemente armazenado em forma de sais de metais alcainos. Sua solução aquosa é bastante ácida.   

## Preparação
É preparado a partir da sulfonação aromática do benzeno usando ácido sulfúrico concentrado:

## Reações
O Ácido apresenta reações típicas de outros ácidos sulfônicos aromáticos, formando sulfonamidas, cloreto de sulfonilo e ésteres. Por ser forte, é dissociado em água.